# Marc Raquil
Marc Raquil (Francia, 2 de abril de 1977) es un atleta francés especializado en la prueba de 400 m, en la que ha logrado ser subcampeón mundial en 2003.

## Carrera deportiva
En el Mundial de París 2003 ganó la medalla de plata en los 400 metros, con un tiempo de 44.79 segundos que fue récord nacional francés, quedando tras el estadounidense Tyree Washington (oro con un tiempo de 44.77 segundos) y por delante del jamaicano Michael Blackwood (bronce con un tiempo de 44.80 segundos).
Tres años después, en el Campeonato Europeo de Atletismo de 2006 ganó dos medallas de oro, en 400 metros —con un tiempo de 45.02 segundos llegando a meta por delante del ruso Vladislav Frolov y de su compatriota Leslie Djhone— y en relevos 4x400 metros, con un tiempo de 3:01.10 segundos, llegando a meta por delante de Reino Unido y Polonia (bronce).